# Stranraer
Stranraer, schottisch-gälisch An t-Sròn Reamhar, ist eine Stadt im Westen der im Süden Schottlands gelegenen Council Area Dumfries and Galloway. Vorher gehörte sie zur traditionellen Grafschaft Wigtownshire. Die Stadt hatte 2011 10.593 Einwohner.
Stranraer liegt am Ufer der Bucht Loch Ryan im Norden der Landenge, die die Halbinsel Rhins of Galloway mit dem schottischen Festland verbindet. Der Name der Stadt kommt vom schottisch-gälischen An t-Sròn Reamhar, was so viel wie fette Nase bedeutet. In Bezug auf die Lage des Ortes soll es aber breite Landenge bedeuten.

## Geschichte
Mitten in der Stadt steht der Wachtturm Castle of St. John, der um das Jahr 1500 erbaut wurde. Er wurde seitdem als Wohnhaus, Gerichtsgebäude, Gefängnis und Militärposten genutzt. 1617 wurde Stranraer Royal Burgh.
Loch Ryan ist als alter, sicherer Hafen bekannt, mit großen Fischvorkommen.
Das alte Rathaus, erbaut 1776, beherbergt heute das Stranraer Museum. Es handelt von der Grafschaft Wigtownshire und von den beiden aus der Gegend stammenden Polarforschern John und James Clark Ross.
Stranraer und seine nähere Umgebung zeugt von seiner Rolle als bedeutsamer Flugboot-Stützpunkt im Zweiten Weltkrieg. Von hier aus wurden der Nordkanal und die südwestlichen Küsten Schottlands überwacht. Winston Churchill startete in einem Boeing-Flugboot am 25. Juni 1942 in Stranraer zu seinem zweiten USA-Besuch während des Zweiten Weltkriegs. Der Flugboottyp Supermarine Stranraer trug den Namen der Stadt und war von 1937 bis 1942 im Dienst der Royal Air Force. Nach dem Krieg gingen 14 Stranraer als zivile Maschinen an die Queen Charlotte Airlines in British Columbia, Kanada.

### Fährschifffahrt
Die Fährschifffahrtslinie zwischen Stranraer und Belfast ist eine bedeutende Verbindung nach Nordirland. 2003 kündigte Stena Line den Bau eines neuen Hafens bei Cairnryan an. Im Loch Ryan würden zu hohe Geschwindigkeiten starke Wellen verursachen. Über zehn Kilometer müssen Schiffe langsamer fahren, was den Fährverkehr bremst. Außerhalb der Bucht, also nördlich des Ortes Cairnryan, können die Boote ihre Geschwindigkeit ausfahren und so ihr Ziel wesentlich schneller erreichen. Stranraer hat ebenfalls eine Fährschiffverbindung mit Larne.

## Sport
Der bedeutendste Sportverein Stranraers ist der FC Stranraer.

## Söhne und Töchter der Stadt
- John Simpson Mackennal (* 1832–1901), schottisch-australischer Bildhauer und Architekt
- William McFadzean, Baron McFadzean (1903–1996), Wirtschaftsmanager und Politiker
- William King (* 1959), Autor
- Hammy McMillan (* 1963), Curler
- Colin Calderwood (* 1965), Fußballspieler
- Garry Agnew (* 1971), Fußballspieler
- Richard Arkless (* 1975), Politiker
- Kevin Kyle (* 1981), Fußballspieler
- Callum Booth (* 1991), Fußballspieler

## Galerie

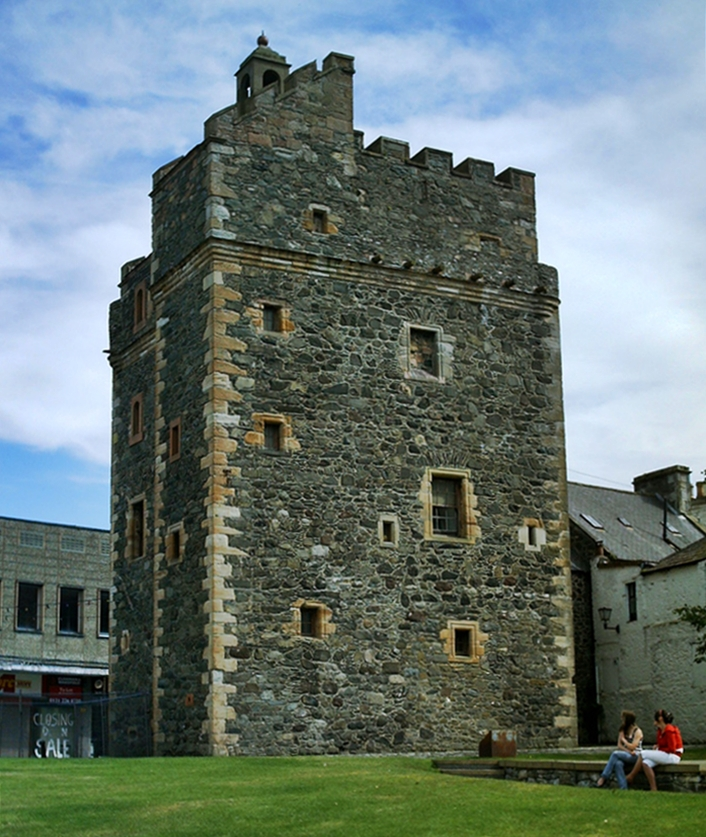
Castle of St. John
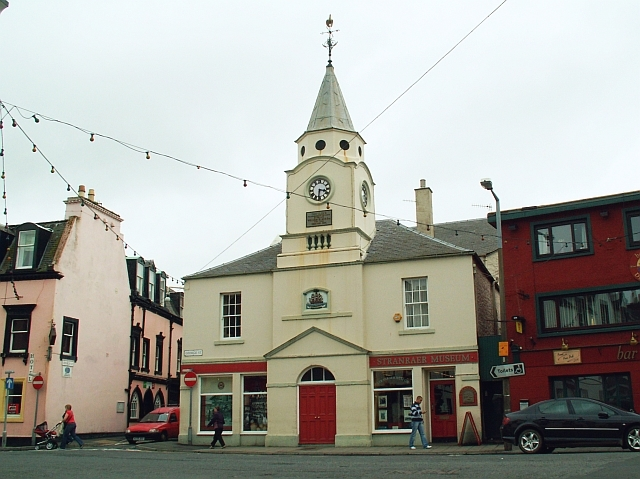
Altes Rathaus
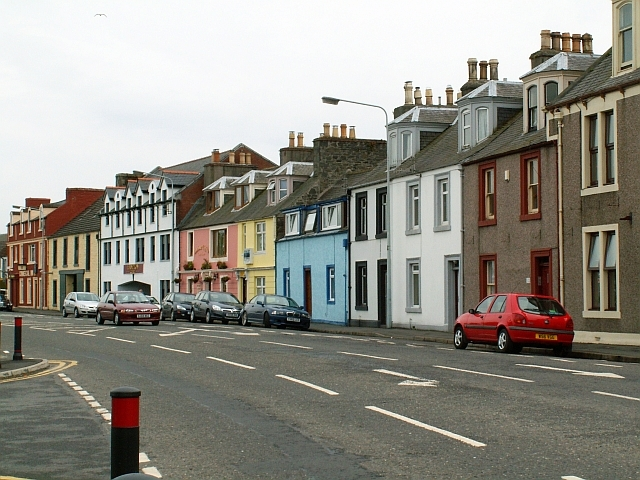
Straße Agnew Crescent am Hafen
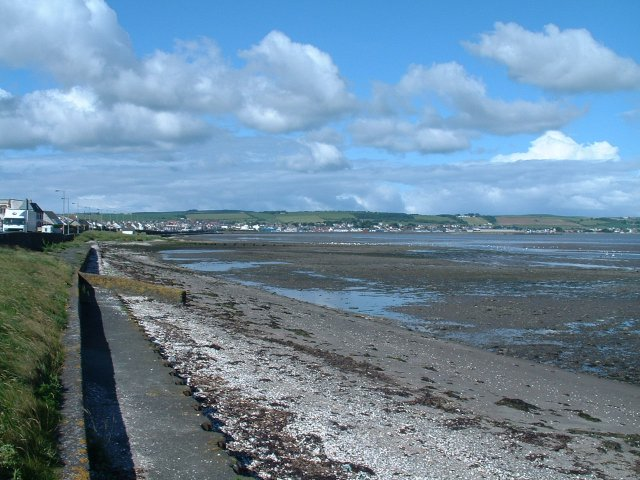
Stranraer und das Ufer der Bucht Loch Ryan
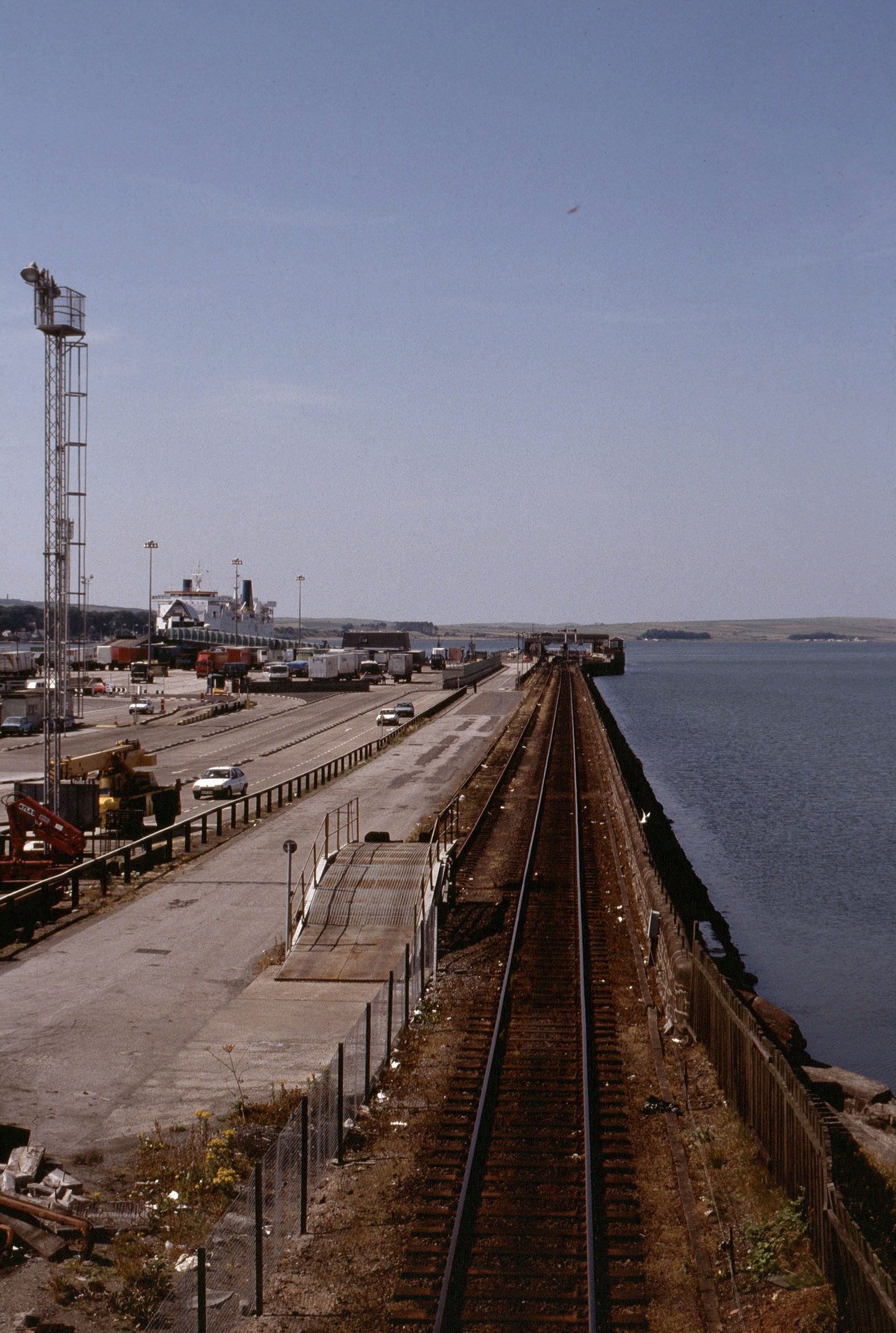
Fähranleger, 1989
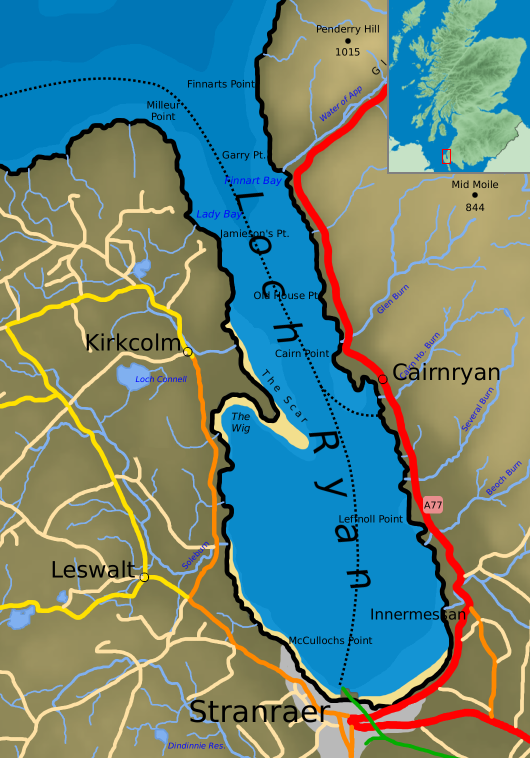
Karte des Loch Ryan